# Daniel Adler
Daniel Adler (Rio de Janeiro, 16 de abril de 1958) é um velejador brasileiro.
Adler foi medalhista de prata nos Jogos Olímpicos de Los Angeles 1984 em parceria com Torben Grael e Ronaldo Senfft competindo na classe Soling.